# Zilla spinosa
Zilla spinosa es una especie de planta de la familia de las  brasicáceas.

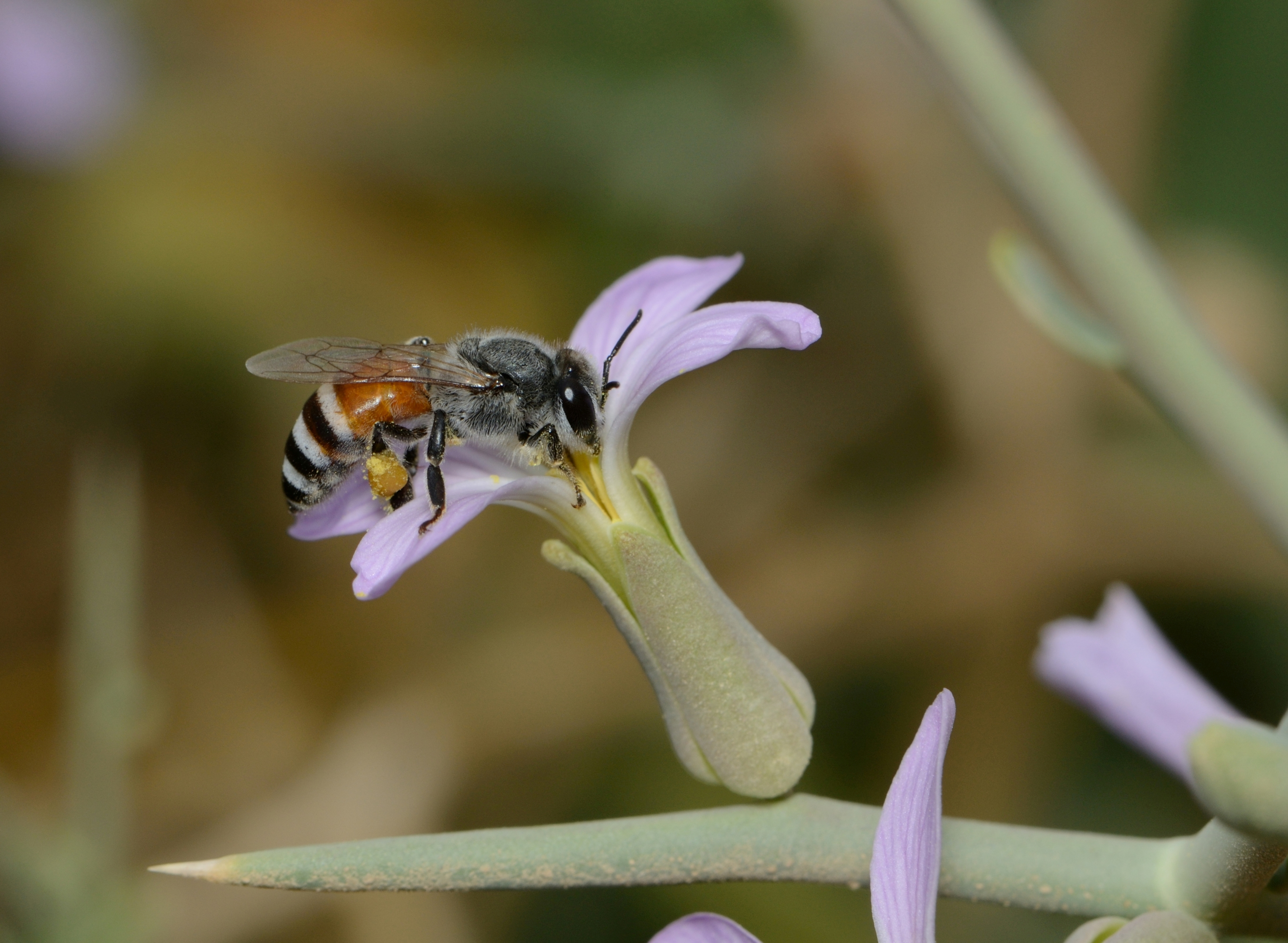
Detalle de la flor

## Descripción
Es un arbusto espinoso que alcanza un tamaño de (10 -) 50-60 cm de altura, ramificado dicotómicamente.

## Ecología
Se encuentra en los parches rocosos y arenosos o cárcavas en el desierto, en asociada  con Acacia seyal y Panicum turgidum (Mauritania) a una altitud de 2600 metros en el Norte de África, Egipto, Arabia, Palestina.

## Taxonomía
Zilla spinosa fue descrita por (L.) Prantl  y publicado en Nat. Pflanzenfam. 3(2): 175 1891.
Sinonimia
- Bunias spinosa L.
- Zilla myagrum Forssk.	[3]
- Zilla myagroides Forssk. (1887)
- Zilla spinosa subsp. myagroides (Forssk.) Maire y Weiller (1939)
- Vesicaria microcarpa Vis
- Zilla spinosa var. microcarpa (Vis.) Sickenb.
- Zilla microcarpa Vis. (1837)